# Paretroplus maculatus
Paretroplus maculatus ist eine Buntbarschart, die im nordwestlichen Madagaskar in den Einzugsbereichen der Flüsse  Betsiboka und Mahajamba in der Region Ambato-Boeni vorkommt. Die IUCN stuft den Bestand der Art als vom Aussterben bedroht ein.

## Merkmale
Paretroplus maculatus kann eine maximale Standardlänge von 15 cm erreichen. Der Rumpf ist seitlich abgeflacht, oval und im Vergleich zu vielen anderen Paretroplus-Arten relativ hochrückig. Das Kopfprofil ist gebogen. Der Körper ist mit großen, regelmäßig angeordneten Rundschuppen bedeckt. An den Basen von Rücken- und Afterflosse formen sie schuppige Scheiden. An der Bauchmittellinie sind die Schuppen deutlich kleiner. Die zwei Drittel bis drei Viertel des oberen und unteren Schwanzflossenbereichs sind mit kleinen Schuppen besetzt. Auch die Kiemendeckel sind beschuppt. Die Schnauze ist unbeschuppt.
Paretroplus maculatus hat an den Flanken eine auffällige Zeichnung, die aus abwechselnden hellen (blassgoldbraunen, gelbgrünen oder graugrünen) und dunklen (dunkle oliv bis dunkel rotbraun) Streifen besteht. Die Streifen sind bei Jungfischen deutlich ausgeprägt und werden mit zunehmendem Alter immer schwächer, bis sie kaum noch wahrzunehmen sind. Hinter der Brustflossenbasis liegt ein quadratischer bis abgerundeter schwarzer Fleck, dessen Höhe etwa 4 Schuppenreihen beträgt und der nach oben in der Regel nicht bis zur vorderen Seitenlinie reicht. Kiemendeckel und Kehle sind goldbraun, goldgrün oder rötlich. Die Schwanzflosse ist schwärzlich. Die Ränder von Rücken-, After- und Schwanzflosse sind rot. Die Brustflossen sind dunkelgrau oder schwarz. Jungfische zeigen bis zu einer Standardlänge von ca. 30 mm eine Camouflagezeichnung mit großen goldbraunen Flecken. Abgesehen von den etwas längeren und am Ende spitzeren unpaaren Flossen der Männchen unterscheiden sich die Geschlechter nicht.
- Flossenformel: Dorsale XV–XVIII/16–20, Anale VIII–X/13–16.
- Schuppenformel: SL 34–39.
- Wirbel: 14 + 18, 14 + 19 o. 15 + 18.[1]

## Lebensweise
Paretroplus maculatus lebt sowohl in Flüssen als auch in Seen und Überschwemmungsflächen. Wie alle Paretroplus-Arten ist die Art ein Allesfresser, der sich vor allem von wasserbewohnenden Wirbellosen und allerlei pflanzlichem Material ernährt. Er ist ein Substratlaicher und bildet eine Elternfamilie.

## Gefährdung und Schutz
Die Weltnaturschutzunion stuft die Art als vom Aussterben bedroht ein. Sie war ein beliebter Speisefisch in Madagaskar. Infolgedessen nahm der Bestand stark ab. Zu den Bedrohung zählen zudem Habitatverlust und invasive Arten wie vor allem Asiatische Schlangenkopffische (Channa). Paretroplus maculatus ist im Nationalpark Ankarafantsika verbreitet. Dort wurde die Fischerei am Ravelobe-See beschränkt, allerdings konnte die Fischart dort bei der letzten Untersuchung im Jahr 2011 nicht mehr festgestellt werden. Der See ist durch Bewuchs der Dickstieligen Wasserhyazinthe (Eichhornia crassipes), der zu Lichtmangel und einem Absterben der Wasserpflanzen und infolgedessen der Fische führt, beeinträchtigt.